# Adjaris-Tsqali
L'Adjaris-Tsqali est une rivière d'une longueur de 90 km qui coule dans le sud-ouest de la Géorgie. Elle est un affluent du Tchorokhi.

## Source de la traduction
- (de) Cet article est partiellement ou en totalité issu de l’article de Wikipédia en allemand intitulé « Adschariszqali » (voir la liste des auteurs).